# Reno Münz
Reno Morris Münz (* 2. Oktober 2005 in Jakarta, Indonesien) ist ein deutscher Fußballspieler. Seit dem 1. Juli 2024 steht der Abwehrspieler bei der SpVgg Greuther Fürth (2. Fußball-Bundesliga) unter Vertrag. Zudem spielte er für die deutsche U-19-Fußballnationalmannschaft.

## Karriere

### Verein
Reno Münz begann das Fußballspielen im Alter von sieben Jahren beim SC Fortuna Köln. Dort blieb er zehn Jahre, bis er am 1. Juli 2022 zu Bayer 04 Leverkusen wechselte. In der A-Junioren-Bundesliga trat er in 33 Spielen an und er wurde zweimal für die Profis von Bayer 04 Leverkusen nominiert. 
Nach zwei Jahren bei der Werkself wechselte er am 1. Juli 2024 zur SpVgg Greuther Fürth (Vertrag bis zum 30. Juli 2027).

### Nationalmannschaft
Am 6. September 2023 debütierte er im Trikot der deutschen U-19-Fußballnationalmannschaft gegen England (1:0) und bestritt bisher sechs weitere Partien.